# フランソワ・デュ・ボワ
フランソワ・デュ・ボワ（François Du Bois）は、フランスの作曲家、マリンバのソリスト。また同時に、教育者、作家など多岐にわたる顔を持つ。ブルゴーニュ地方のラ・シャリテ＝シュル＝ロワール生まれ。

## 音楽デビュー
8歳より音楽を始め、17歳より、プロとして活動を開始。16歳から26歳まで、フランソワ・デュ・ボワは、交響楽団の打楽器奏者とジャズ・ドラマーという2つのキャリアを同時に積む。クラシック界では、ロリン・マゼール、オリヴィエ・メシアン、ムスティスラフ・ロストロポーヴィチ、などと共演・交流し、ジャズ界においては、リシャール・ガリアーノ、トリロク・グルトゥ、ドミニク・ディ・ピアッツァ、アビー・リンカーンなどと共演している。

### 回り道
20歳のとき、パリ国立高等音楽院で学んでいた彼は、技巧的なことを超越した悩みを抱えていた。演奏そのものに深みが欠けることを自覚していた彼は、自分が捜し求める「何か」をつかみに行くために、アフリカのブルキナファソ行きを決心する。マラリアにかかるなどの生死の淵をさ迷う経験を経つつ、ようやく彼が追い求めていたものを見つけることができた。シャーマニズムに通じる、アフリカ音楽の真髄を教わり、音楽に対する感性がより鋭くなりつつあった。フランスに帰国して数年後に、師匠であるレイ・レマと出会うことで、彼の音楽修業はようやく終了を迎えることになる。レイ・レマは、ザイール国立バレエ団（現コンゴ民主共和国）の創設者でもあり、歌手、作曲家である。

## 作曲家・マリンバ奏者としてのキャリア

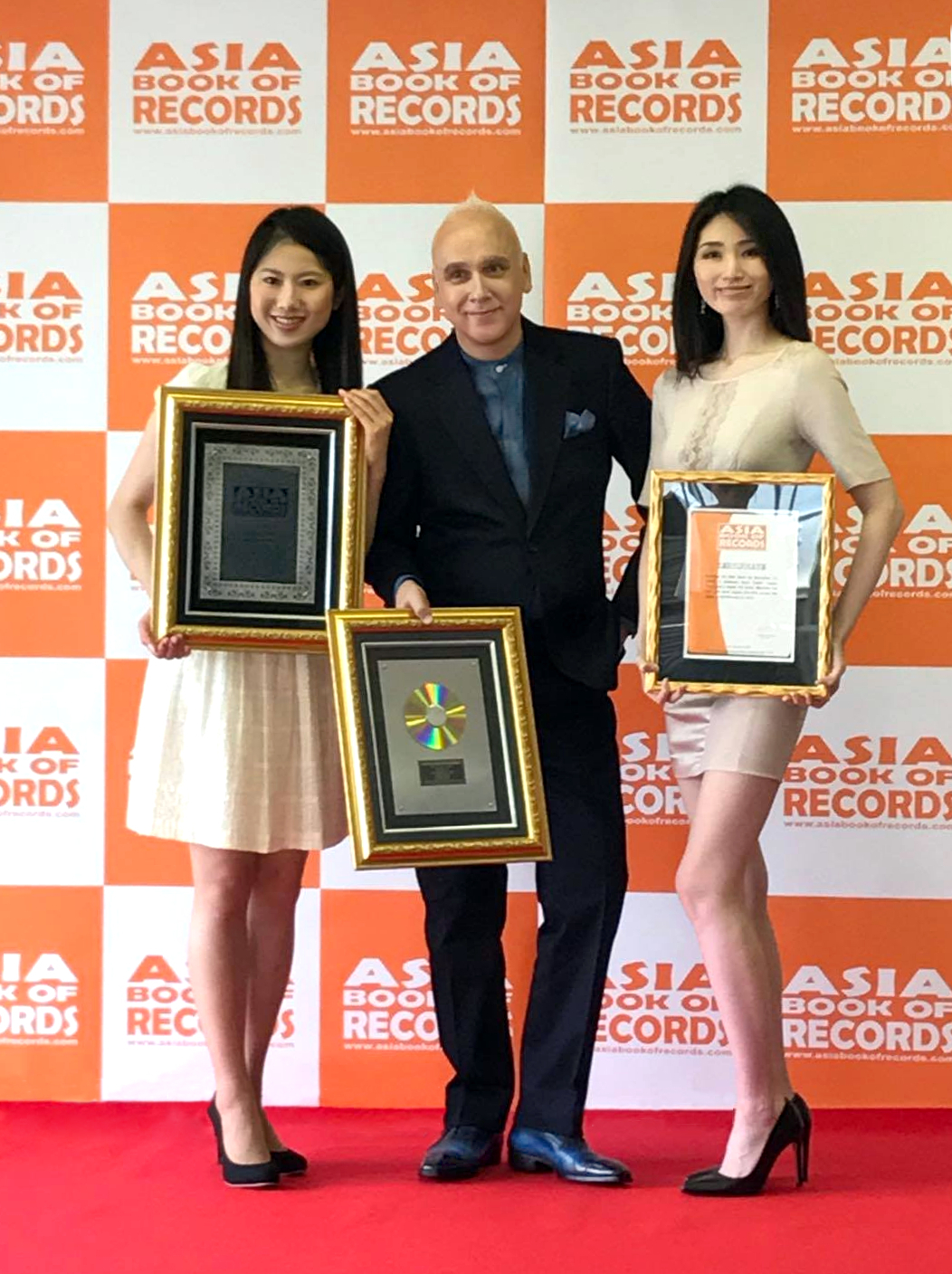
フランソワ・デュ・ボワの世界記録授賞式の様子。2017年6月都内にて。

カナダ人ヴァイオリニストのエレーヌ・コルレット(現フランス放送フィルハーモニー管弦楽団第一ヴァイオリン)とデュオを組む。その後、オーストラリア人ヴァイオリニストのジェーン・ピーターズ(チャイコフスキー国際コンクール3位)とデュオを組み、ドイツ国内をツアーコンサートで回る。音楽評論に手厳しいこと有名な有力紙『Mainzer Rhein-Zeitung』の見出しには「マリンバとヴァイオリンの頂点、ここに極めれり!」という言葉が掲載された(1990年12月8日付)。次に、ピアノのリュドヴィク・セルミとのデュオを組み、欧州各国、そして日本にもツアーコンサートで初来日している。このデュオで、パーカッション・グループ『レ・タンブール・デュ・ブロンクス（Les Tambours du Bronx）』ともコラボレートしている。デュオ解散ののち、デュ・ボワは作曲活動とCDのレコーディング作業に集中する。

### その他のデュオ活動
- マリンバ/オーボエ：フランソワ・ルルー（オーボエ）コンサートマスター、現バヴァリアラジオ局交響楽団ソリスト（ロリン・マゼール指揮）
- マリンバ/クラリネット：パトリック・メッシーナ（クラリネット）、コンサートマスター、フランス国立交響楽団（クルト・マズア指揮）
- マリンバ/チェロ：アンリ・ドマルケット(チェロ)、コンサートマスター
- マリンバ/尺八：山本邦山（尺八）、コンサートマスター、東京藝術大学教授
- マリンバ/ヴァイオリン：ジャン＝マルク・フィリップ＝ヴァルジャベディアン(ヴァイオリン)、コンサートマスター

新しい音楽的地平線を求めて、1998年に本格来日する。メディアによると、妻との関係がうまく行かなくなったことがきっかけとある
慶應義塾大学の総合政策学部にて、作曲法の授業を特別開講する。同年、14人のマリンバ奏者と太鼓奏者で組んだ『オーケストル・ドートル・パール』を組み、公演を行う。マリンバ奏者の安倍圭子より弟子を二人紹介され、彼女らとともに、マリンバのCD作品『オリジン』を制作、NHKの『スタジオパークからこんにちは』にゲスト登場、演奏を披露する。
2013年10月、天台宗目黒不動尊瀧泉寺 瀧泉寺にて、特別な許可を得て、僧侶衆も参加のもと、デュ・ボワの奉納演奏が収録される。これは慈覚大師の御遠忌1150年の記念と、観世音菩薩像の修復を記念してのもので、かなり異例の出来事とされている。「六字訣」をベースにした瞑想用の音楽「メディタ・ミュージック」という新しいジャンルを確立する。
この音楽は翌年2014年9月に、日本コロムビアより、ダブルCDアルバム『ダイヴ・イントゥ・サイレンス』として発売される。
特別シングルとして発表された『ダイヴ・イントゥ・サイレンス - エクレルシ - 』が、マリンバCD売り上げ世界一（80,300枚）として、アジア・ブック・オブ・レコーズより世界記録に認定される
2019年９月に発売された著書『作曲の科学』を購入した読者の特典として、アルバム『グヌン・カウイ』をリリース。一般音楽市場には出回っていないプレミアムアルバム扱いである。なお、同書はベストセラーとなる。。
2021年長編映画『ラ・トラヴェルセ』に複数の楽曲を提供。映画はアフリカ最大の映画祭フェスパコ2021年にてウマル・ガンダ賞を受賞。
2022年『楽器の科学』（講談社ブルーバックス）を刊行。ベスト＆ロングセラー『作曲の科学』（同社）の続編という位置づけである。
また同年には「天狗の棲む森にインスパイアされた、瞑想のための楽曲」のアルバム『ラ・レジャンド・ドゥ・ラフォレ』をリリース。

## 受賞歴
- パリ市パーカッションコンクール、審査員満場一致で[要出典]1位受賞
- フランス財団賞受賞
- 1993年レジオン・ヴィオレット勲章、音楽部門金章受章、国会議事堂上院の間にて授与式

（フランス共和国大統領の名の下に授与）

## マリンバ教則本
フランソワ・デュ・ボワは、マリンバの楽器史上、はじめての完全な教則本を書いている。3巻にわたる『4本マレットのマリンバ』はIMD出版から発売、安倍圭子が序文に「マリンバに対するアプローチに独創性があり、非常に興味深いメソードです。」と寄せている。

## ディスコグラフィ
- TBMT：ピアノ2台、パーカッション2台
- Entre deux mondes:レイ・レマ、リシャール・ガリアーノ、フランソワ・ルルーなど
- L'heure nuptiale: パリ・マドレーヌ寺院のパイプオルガンのための曲
- DP4：尺八奏者の山本邦山とのコラボレーション
- Marimba Night：オーケストル・ドートルパールのライブ録音
- Origine：マリンバ2台と太鼓のトリオ
- ダイヴ・イントゥ・サイレンス :　日本コロムビア、2枚組アルバム、2014年、目黒不動尊瀧泉寺にて収録[12]
- ダイヴ・イントゥ・サイレンス〜プレミアム〜エクレルシ：D-Project、マキノ出版、シングルCD、2015年、目黒不動尊瀧泉寺にて収録
- ダニエル・ゴヨンヌの「Lueurs bleue」「Il y a de lOrange dans le bleu」で、トリロク・グルトゥ、ルイ・スクラヴィスなどと共演。
- Gunung Kawi：D-Project/講談社 2019、メディタ・ミュージック第2弾アルバム (『作曲の科学』に付録　)
- La légende de la forêt : D-Project/Joy Foundation 2022 [11]

## 映画
- 『ロスト・イン・トランスレーション』 - Lost in Translation（ソフィア・コッポラ監督）
- 『ラ・トラヴェルセ』  - La Traversée [10] （作曲担当） (イレーヌ・タセンベド 監督）

## デュボワ・メソッド
長年にわたる教職と音楽家、そしては近年は武術家としての経験を活かして、デュボワは、デュボワ・メソッド®と呼ばれるキャリア教育（あるいは、キャリア・マネージメント）の手法を開発した。メソッドが使われはじめたのは、慶応義塾大学における自身の担当講座『パーソナル・キャリア・マネージメント』である。この講座は、鳥居塾長（当時）および、日産自動車のカルロス・ゴーン社長（当時）の協力により開講が実現したものである。
2003年には「パーソナル・キャリア・デザイン‐デュボワ・メソッド」と名称を改め、2004年より六本木ヒルズにあるアカデミーヒルズにて、社会人向け講座がスタートする。2005年より、株式会社D-Projectがデュボワ・メソッド講座の運営を担当しはじめたのをきっかけに、官公庁をはじめ、様々な企業や教育機関にて講座を提供してきている。
2012年より、大前研一の「アタッカーズ・ビジネススクール」で「アントレプレナーシップ講座」を担当しはじめている。
デュボワ・メソッドは、企業人や経営者のために、創造性と活力を引き出す能力を開発することが目的である。それには人の持つ「気力」「体力」「感性」「智力」（※知識を体系化して活用する力のこと。D-Project HPより引用）の4つの要素のバランスを取ることが鍵だとされている。
メソッドの授業はワークショップ形式で行われ、次の4つの要素で構成されている：(1)ゲーム(2)フィジカル・エクササイズ（※中国武術および中医学の理論に基づく）(3)ディスカッション（※認知神経科学理論に基づく）(4)音楽ワーク（※アフリカン・ミュージックの理論に基づく）
デュボワの著書の多くは、これらのメソッドの理論をベースにして、日常生活での応用の仕方が書かれている。

## 武術
デュボワはまた、中国武術家（武当内家 拳国際継承者）としても活動している。2008年から2009年にかけては、道教の聖地、中国湖北省武当山（世界遺産）で修行をした経験を持つ。現在でも、武当山修行を頻繁に行いつつ、都内の教室で武当式武術の指導にもあたっている。こ の教室は、武当山から正式に認定された日本初の認定校である。
指導にあたった教え子らは、国際武術連盟主催の世界伝統武術大会で、2010年大会メダル4つ、2012年大会メダル7つを獲得している。
2012年大会では、日本代表団の団長を務める。

## 連載
- 読売新聞：『読売ウイークリー』コラム連載、アジア文化音楽担当2003-2004年
- 朝日新聞：『アエラEnglish』コラム連載、キャリア・デザイン関係2005年-2006年
- ジャパン・タイムズ：『ジャパン・タイムズJr』コラム連載、キャリア・デザイン関係2007年
- 日経新聞：『エコロミー』オンラインコラム連載、キャリア・デザイン関係2008年-2009年
- 朝日新聞：『ジョブラボ』コラム連載、キャリア・デザイン関係2010年-2011年
- 家の光協会： 『家の光』コラム連載、2011年-2012年

## 著書
- 『あなたはもっと「すごい生き方」ができる！』(三笠書房)
- 『コイビト・ノ・ツクリカタ』（グラフ社）
- 『ダメな自分が変わる本』（WAVE出版）茂木健一郎帯文推薦
- 『日本人には教えなかった外国人トップのすごい仕事術』（講談社Biz出版）カルロスゴーン メインゲスト
- 『デュボワ思考法』（ダイヤモンド社）
- 『いつも、いい方向に人生が動く1％の人たち』（青春出版社）
- 『運命を変える才能の見つけ方 デュボワ・メソッド』（マガジンハウス）
- 『人生を豊かに歩むために大切なこと　どうでもいいこと』（ダイヤモンド社）
- 『体を動かせば心は本当の答えを出す！』（青春出版社）
- 『太極拳が教えてくれた人生の宝物　-　中国・武当山90日間修行の記』（講談社文庫）
- 『フランス人メンターが教えてくれる、49のマジックポイント：自分の感性で生きよう！』（啓明社、韓国語）
- 『発想法と生きる方法：デュボワ先生と、世界的CEO達との対話』（新世界出版社、中国語）
- 『作曲の科学 - 美しい音楽を生み出す「理論」と「法則」』（講談社ブルーバックス ）ISBN 978-4065172827 [17]
- 『楽器の科学 – 美しい音色を生み出す「構造」と「しくみ」（講談社ブルーバックス）ISBN 9784065264478